# داريل مكمان
داريل مكمان (بالإنجليزية: Daryl McMahon)‏ (10 أكتوبر 1982 بدبلن في جمهورية أيرلندا - ) هو مدرب كرة قدم ولاعب كرة قدم أيرلندي في مركز الوسط. شارك مع منتخب جمهورية أيرلندا تحت 17 سنة لكرة القدم ومنتخب جمهورية أيرلندا لكرة القدم. أما مع النوادي، فقد لعب مع إبسفليت يونايتد وبورت فايل وبوريهام وود إف سي وستيفيناغ بوروه وكامبريدج يونايتد ونادي توركي يونايتد ونادي فارنبوروه ونادي ليتون أورينت ونوتس كاونتي ووست هام يونايتد وEastleigh F.C. ‏ ونادي دوفر أتليتيك.

## وصلات خارجية
- داريل مكمان على موقع قاعدة بيانات كرة القدم.إي يو (الإنجليزية)
- داريل مكمان على موقع Soccerbase.com (لاعب) (الإنجليزية)
- داريل مكمان على موقع Soccerway.com (الإنجليزية)